# Bobtown (Virginie)
Pour les articles homonymes, voir Bobtown.
Bobtown est une census-designated place située dans le comté d’Accomack, dans le Commonwealth de Virginie, aux États-Unis. Sa population, qui s’élevait à 211 habitants lors du recensement de 2010, est estimée à 202 habitants au 1er juillet 2020.